# West Walton
West Walton – wieś w Anglii, w hrabstwie Norfolk, w dystrykcie King’s Lynn and West Norfolk. Leży 77 km na zachód od Norwich i 134 km na północ od Londynu. W 2001 miejscowość liczyła 1659 mieszkańców.